# Qualitative Unmöglichkeit
Der Begriff der qualitativen Unmöglichkeit beschreibt seit der Modernisierung des deutschen Schuldrechts die rechtliche Situation, wenn eine Sache eine Beschaffenheit hat, die nicht so verändert werden kann, dass die Sache die geschuldeten Eigenschaften hat. Wird zum Beispiel ein Gebrauchtwagen als unfallfrei verkauft, obwohl er einen Unfallschaden hat, ist es nicht möglich, das Auto so zu verändern, dass es tatsächlich unfallfrei ist; es lässt sich zwar reparieren, aber dadurch wird es nicht unfallfrei. Das Gleiche gilt, wenn es mit einer Laufleistung von 30.000 km verkauft wird, obwohl es bereits 60.000 km gefahren ist. Sollte nach dem Willen der Parteien ein ganz bestimmtes Auto verkauft werden, so dass der Verkäufer den Mangel nicht durch Lieferung eines anderen, vertragsgemäßen Autos beseitigen kann, ist eine Mängelbeseitigung in Natur damit nicht möglich.
Die qualitative Unmöglichkeit ist ein Unterfall der in § 275 Abs. 1 BGB geregelten Unmöglichkeit.

## Mängelhaftung
Im neuen Schuldrecht gehört es im Gegensatz zum früher geltenden Recht zu den Vertragspflichten eines Verkäufers, die verkaufte Ware frei von Mängeln zu verschaffen. Der Käufer hat bei einem Sachmangel das Recht auf Nacherfüllung, d. h., er kann vom Verkäufer wahlweise die Beseitigung des Mangels oder die Lieferung einer mangelfreien Sache verlangen, § 437 Nr. 1, § 439 BGB.
Im in der Einleitung genannten Beispiel eines Autos mit Unfallschaden liegt eine Unmöglichkeit der Nacherfüllung vor. Der Mangel kann nicht beseitigt werden (die Unfallfreiheit lässt sich nicht nachträglich herstellen), auch die Lieferung einer mangelfreien Sache scheidet aus, wenn nach dem Willen der Parteien keine Lieferung eines anderen Fahrzeugs in Betracht kommt. Es bleibt dem Käufer die Möglichkeit, den Kaufpreis zu mindern oder nach § 437 Nr. 2, § 326 Abs. 5 BGB vom Vertrag zurückzutreten.
Bei qualitativer Unmöglichkeit bestimmt das Gesetz, dass die Pflicht zur Zahlung einer Gegenleistung nicht kraft Gesetzes wegfällt (§ 326 Abs. 1 Satz 2 BGB). Dadurch unterscheidet sich die qualitative Unmöglichkeit von den übrigen Fällen der Unmöglichkeit. Die Zahlungspflicht entfällt nur bei Rücktritt nach § 326 Abs. 5 BGB bzw. Minderung oder Schadenersatz statt der Leistung.
Sinn dieser Regelung ist es, dem Schuldner nicht die Rückabwicklung aufzudrängen, sondern ihm die Minderung als Alternative zu lassen.
Ferner wird der Rücktritt dadurch bei unerheblichen Mängeln (§ 323 Abs. 5 S. 2 BGB) sowie bei Mängeln, für die der Käufer mindestens überwiegend verantwortlich ist (§ 323 Abs. 6 BGB) ausgeschlossen.